# Avro Canada C102 Jetliner
El Avro C102 Jetliner fue un prototipo canadiense de avión comercial cuatrimotor a reacción construido por Avro Canada en 1949. Voló por primera vez 13 días después de la aparición del de Havilland Comet, convirtiéndose en el segundo reactor comercial del mundo. El avión enseguida fue considerado como la solución para las rutas más transitadas de la costa este norteamericana y cosechó gran interés, destacando Howard Hughes y su oferta de comenzar su producción bajo licencia. Sin embargo, los retrasos continuados en el proyecto militar del Avro CF-100 Canuck terminaron por detener los trabajos en el prototipo comercial.

## Diseño y desarrollo
El C-102 había sido diseñado por el diseñador jefe James C. Floyd a petición de Trans Canada Airlines (TCA) en 1946. La aerolínea buscaba un avión para 36 pasajeros con una velocidad de crucero de 684 km/h, un alcance de 1.900 km, una distancia media entre escalas de 400 km y capacidad para realizar un vuelo directo sin escalas de 800 km. La diferencia entre el alcance y la distancia máxima entre aeropuertos se estableció para poder esperar los 45 minutos de parada obligada y volar después con viento en contra de 20 nudos a otro aeropuerto situado a 190 km. El aparato también debía poder operar en las pistas entonces típicas, de 1.200 m de longitud.
Semejante en tamaño y características al Avro Tudor (del que surgió el avión experimental Avro Ashton), desde un principio Floyd concibió su nuevo diseño como un avión comercial a reacción. Inicialmente el avión sería propulsado por dos motores Rolls-Royce Avon , todavía en pruebas y conocidos como AJ65. Sin embargo, los británicos no estaban muy por la labor de vender sus nuevos motores a una compañía civil extranjera después de que los Rolls-Royce Nene cayeran en manos de la Unión Soviética. En consecuencia, la decisión fue reemplazarlos por cuatro motores menos potentes. Esto llevó a TCA a retirarse del programa debido al incremento de los costes de mantenimiento, suponiendo la pérdida del cliente de lanzamiento del aparato. A pesar de todo, Avro continuó con sus planes para construir el avión, escogiendo los Rolls-Royce Derwent 5 como sustitutos de los Avon.

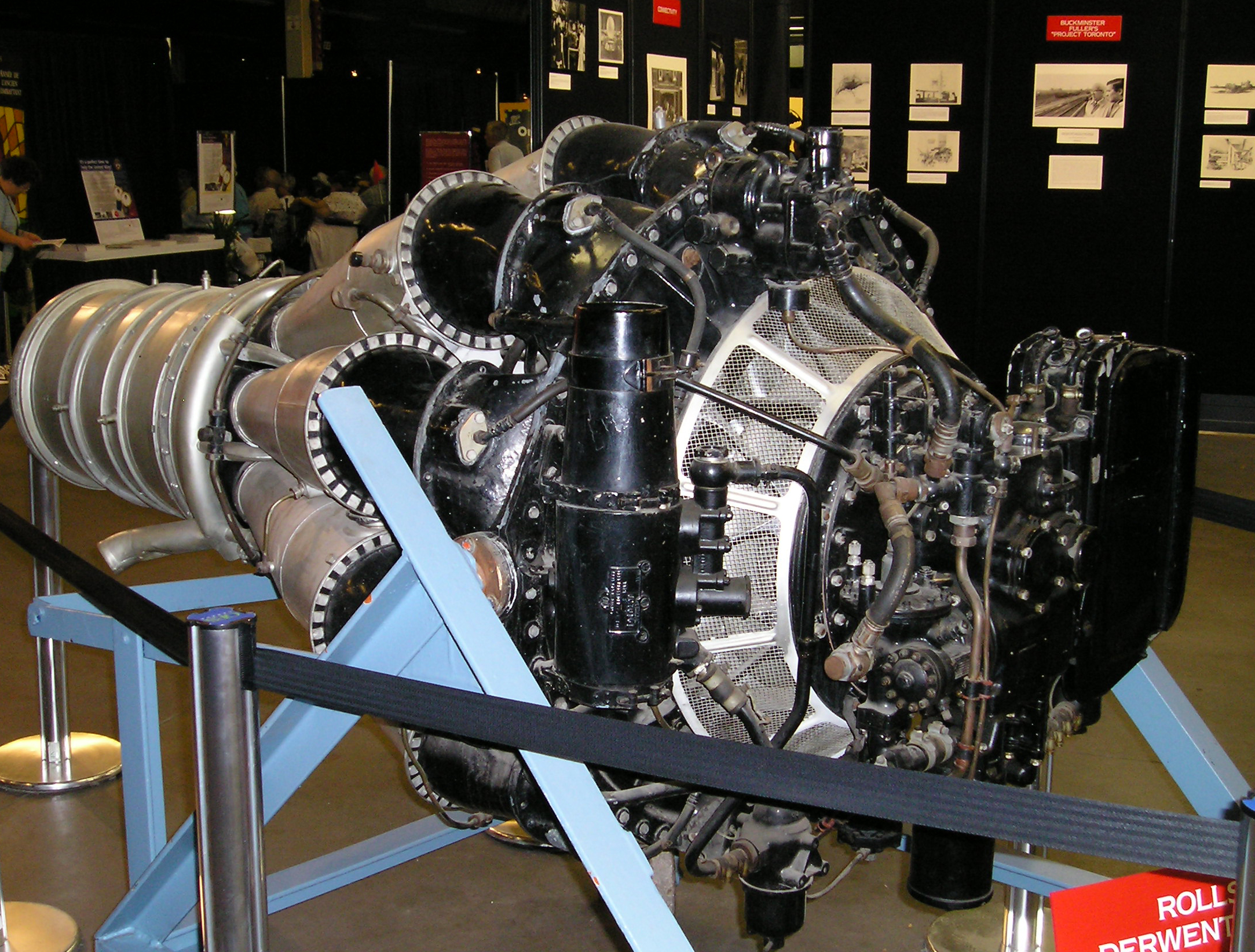
Rolls-Royce Derwent utilizado en el Avro Jetliner.

## Pruebas
Dos años después, el primer prototipo, denominado CF-EJD (-X), comenzó sus pruebas en tierra, volando por primera vez el 10 de agosto de 1949, solamente 25 meses después del comienzo de los trabajos de diseño y 13 días del primer vuelo del de Havilland Comet. En su segundo vuelo, el 16 de agosto, falló el despliegue del tren de aterrizaje y el avión tuvo que aterrizar con el vientre. Sin embargo, el daño fue mínimo y el aparato volvió a volar en apenas 3 semanas después de sustituir sus cuatro motores Derwent 5 por dos Derwent 8 (el exterior de estribor y el interior de babor) y dos Derwent 9, para evaluación.
En abril de 1950, el Jetliner se convirtió en el primer correo aéreo a reacción al cubrir la ruta postal entre Toronto y Nueva York en 58 minutos, reduciendo a la mitad el récord anterior. El vuelo fue muy publicitado y la tripulación fue recibida con un desfile por las calles de Manhattan. Tan novedoso resultaba el concepto de la propulsión a reacción y de su potencia que el avión fue obligado a aparcar alejado de la terminal y bajo sus motores se colocaron unos grandes recipientes por si éstos vertían "combustible autoinflamable". El Jetliner había producido un extraño ruido durante el viaje y tuvo que permanecer en tierra ante la negativa de la tripulación de realizar el vuelo de regreso. Este retraso permitió presentarlo a algunos de sus clientes potenciales, entrando en competencia con otros diseños más lentos como el DC-6 o los DC-3 excedentes de guerra. Tras su retorno en tren de mercancías, se comprobó que el extraño ruido procedía de la zona que alojaba los motores, que fue reforzada. Más tarde se descubrió que el problema residía en que los motores se habían situado demasiado cerca del fuselaje, y que en lugar de reforzar la zona hubiese bastado con separarlos un poco más.
En esos tiempos, a mediados de los 50, la Guerra Fría estaba en sus inicios y las autoridades canadienses se encontraban en un proceso de expansión militar. Avro estaba involucrada en el diseño del primer reactor de caza todotiempo para la Royal Canadian Air Force, el Avro Canada CF-100 Canuck . El proyecto civil fue entonces retrasado, si bien la compañía continuaba los trabajos con cierta controversia. Una vez finalizado el proyecto, este no encontró clientes a corto ni medio plazo, de modo que el "superministro" C.D. Howe ordenó abandonarlo en diciembre de 1951. El segundo prototipo del Jetliner, que ya estaba listo en los hangares, no llegó a volar.
A pesar de todo esto, apenas unos meses después el enigmático magnate de la aviación Howard Hughes estudió el diseño y tomó prestado el prototipo del Jetliner para probarlo en Culver City, California. Tenía la ilusión de ver una TWA capaz de transportar pasajeros de Nueva York a los lugares de vacaciones en Florida en la mitad de tiempo que la competencia. Estaba desesperado por hacerse con 30 Jetliners, pero Avro le insistió repetidamente que su capacidad de producción estaba limitada por los trabajos en el proyecto militar del CF-100. Hughes comenzó entonces a buscar compañías estadounidenses para que construyeran el modelo; Convair se interesó en ello y realizó estudios acerca de abrir dicha línea de producción. Mientras C.D. Howe seguía insistiendo en que Avro se concentraría en sus proyectos a reacción Orenda y CF-100.
El proyecto se reinició en 1953, momento en que la producción del CF-100 se encontraba en su punto álgido, pero nunca llegó a hacerse realidad. En 1955, TCA encargó 51 Vickers Viscount a la constructora aeronáutica inglesa Vickers-Armstrong. Estos aparatos fueron los primeros propulsados por turbinas que realizaron servicios regulares en Norteamérica, y se mantuvieron en servicio hasta 1974.

## Cancelación
El Jetliner fue utilizado posteriormente como punto de partida para la plataforma de fotografía aérea del proyecto CF-100. El 10 de diciembre de 1956, el Jetliner fue descatalogado y donado al National Research Council, institución que ante la falta de espacio al final solamente se quedó con la sección delantera, que serviría de referencia para posteriores diseños de cabinas de mando. El resto del Jetliner fue desguazado el 13 de diciembre de 1956. Las únicas partes que aún se conservan están expuestas en el Museo de la Aviación de Canadá en la capital, Ottawa.

## Aeronaves similares
- Baade 152

## Especificaciones técnicas

### Características generales
- Longitud: 25,1 m (82,4 ft)
- Envergadura: 29,9 m (98,1 ft)
- Altura: 8,1 m (26,4 ft)
- Superficie alar: 107,5 m² (1157 ft²)
- Peso vacío: 16 738 kg (36 890,6 lb)
- Peso máximo al despegue: 29 484 kg (64 982,7 lb)
- Planta motriz: 4× Turborreactor Rolls-Royce Derwent 5.
  - Empuje normal: 16 kN (1632 kgf; 3597 lbf) de empuje cada uno.

### Rendimiento
- Velocidad máxima operativa (Vno): 737 km/h (458 MPH; 398 kt) a 9.145 m
- Velocidad crucero (Vc): 649 km/h (403 MPH; 350 kt) a 9.145 m
- Alcance: 2012 km
- Techo de vuelo: 12 685 m (41 617 ft)